# Картон де Виар, Анри
Анри Виктор Мари Жислен, граф Картон де Виар (фр. Henry Victor Marie Ghislain, Comte Carton De Wiart, 31 января 1869, Брюссель — 6 мая 1951, Уккел) — бельгийский литератор и политический деятель, глава правительства страны с 20 ноября 1920 по 16 декабря 1921 года. Происходил из аристократической семьи.
Член Королевской академии французского языка и литературы Бельгии, иностранный член французской Академии моральных и политических наук (1934).

## Биография
Родился в Брюсселе в бельгийско-ирландской семье. Изучал право в Свободном университете Брюсселя. Он был избран в Палату представителей бельгийского парламента в 1896 году. Оставался в парламенте до самой своей смерти в 1951 году.
Возглавлял коалиционное правительство в 1920—1921 годах, кроме того, занимал посты министра юстиции с 1911 до 1918 года, министра колоний в 1926—1928 годах, делегата от Бельгии в Лиге Наций с 1928 до 1935 года и министра социальной политики с 1932 до 1934 года. После немецкого вторжения в Бельгию в мае 1940 года Картон де Виарт возглавлял бельгийское правительство в изгнании в Лондоне. В 1950 году в течение двух месяцев занимал пост министра юстиции. Автор исторических романов и автобиографических произведений.